# Xoanodera curvitibialis
Xoanodera curvitibialis es una especie de escarabajo longicornio del género Xoanodera, tribu Cerambycini, subfamilia Cerambycinae. Fue descrita científicamente por Miroshnikov en 2019.

## Descripción
Mide 14,5-16,2 milímetros de longitud.

## Distribución
Se distribuye por Malasia (Borneo).